# Angmar
Angmar je izmišljeno područje i kraljevstvo Međuzemlja kojim je vladao Kralj-vještac. Angmar je pao tijekom bitke za Fornost, sjeverni grad južno od Angmara.

## Povijest
U vrijeme Arthedaina i Malvegila sjeverno od Arnora orci i drugi stvorovi podigli su kraljevstvo Angmar iza Ettenskih vriština. Gospodar Angmara bio je Kralj vještac, poglavar prstenovih utvara te je došao istrijebiti Dunedaine u Arnoru. U Arnoru su Dunedaini bili slabi, a vlast je dograbio opasni gospodar brđana Hwaldarom koji je bio u dosluhu s Angmarom. Stoga je Argeleb utvrdio ¨vjetrovita brda¨, ali je poginuo u ratu s Rhudaurom i Angmarom. Arveleg, sin Argelebov, otjerao je, uz pomoć Cardolana i Lindona, svoje neprijatelje s brjegova, pa su Arthedain i Cardolan godine i godine držali zaposjenute granice duž vjetrovitih brežuljaka, Velike ceste i donjeg toka Hoarwella. Kažu da je u to vrijeme Rivendell bio pod opsadom. Velika je vojska došla 1409. godine iz Angmara, prešla preko rijeke, ušla u Cardolan i opkolila Amon-Sul. Kula je spaljena i sravnjena sa zemljom, ali je palantir spašen i odnesen pri povlačenju natrag u Fornost. Rhudaur su okupirali zli ljudi podređeni Angmaru, a Dunedaini koji su ondje ostali izginuli su ili pobjegli na zapad. Cardolan je poharan. Araphor, sin Arvelegov, još nije bio punoljetan, ali je bio srčan i, uz Ciridanovu pomoć, odbacio neprijatelja od Fornosta i Sjevernog humlja. Ostaci vjernih Dunedaina u Cardolanu također su se održali u Grobnom humlju ili su se sklonili natrag u šumu. Kažu da su Angmar pokorili vilenjaci koji su došli iz Lindona, i iz Rivendella, jer je Elrond doveo pomoć preko gorja iz Loriena.
Godine 1974. ponovo je porasla moć Angmara i potkraj zime Kralj-vještac oborio se na Arthedain. Osvojio je Fornost i protjerao većinu preostalih Dunedaina preko rijeke Lunea; među njima su bili i kraljevi sinovi. Godinu nakon toga na sjever je s vojskom došao u pomoć gondorski kraljević  Eärnur, ali za sjeverno kraljevstvo prekasno. Njegova je vojska s pomoću preostalih Dunedaina, postrojbe hobitskih strijelaca i vilenjaka pod Glorfindelom uništila Angmar, ali je Kralj-vještac pobjegao u Mordor. U to je vrijeme Glorfindel prorekao da Kralj-vještac neće poginuti od ruke čovjeka, što se u bitci na Pelennorskim poljima i obistinilo jer su ga tek nakon više od tisuću godina kasnije usmrtili Eowyn i Merry.